# Waña Quta (Sajama)
Waña Quta, también escrito Huañakota, Huaña Kota, Huaña Khota, Huaña Kkota, Huayñakota, Huaña Q'ota, es un lago en el parte occidental de las tierras altas de Bolivia.

## Ubicación
Waña Quta (aymara : waña = seco, quta = lago) se encuentra a pocos kilómetros al este de la frontera con Chile al pie del nevado Sajama, la montaña más alta de Bolivia, en el municipio de Curahuara de Carangas en la provincia de Sajama del departamento de Oruro. Los pueblos más cercanos son Sajama unos kilómetros al suroeste y Caripe al noreste de Waña Quta.

## Tamaño e hidrografía
Waña Quta se encuentra a una altitud de 4350 m s. n. m. y se extiende de suroeste a noreste por una longitud de 1200 metros y alcanza un ancho de hasta 500 metros, la costa del lago es de 3,4 kilómetros. El lago es alimentado por las aguas glaciales del nevado Sajama al sureste y el nevado Anallajsi al norte del lago.
El principal desagüe del lago es el río Tomarapi, que sale del lago en dirección noreste y desemboca en el río Cosapa, que a su vez encuentra desemboca en el curso posterior en el Salar de Coipasa. Hacia el suroeste, en determinadas épocas del año, también se produce un desagüe al río Sajama, que pasa por el pueblo de Sajama hasta el río Lauca, también afluente del Salar de Coipasa.

## Parque nacional Sajama

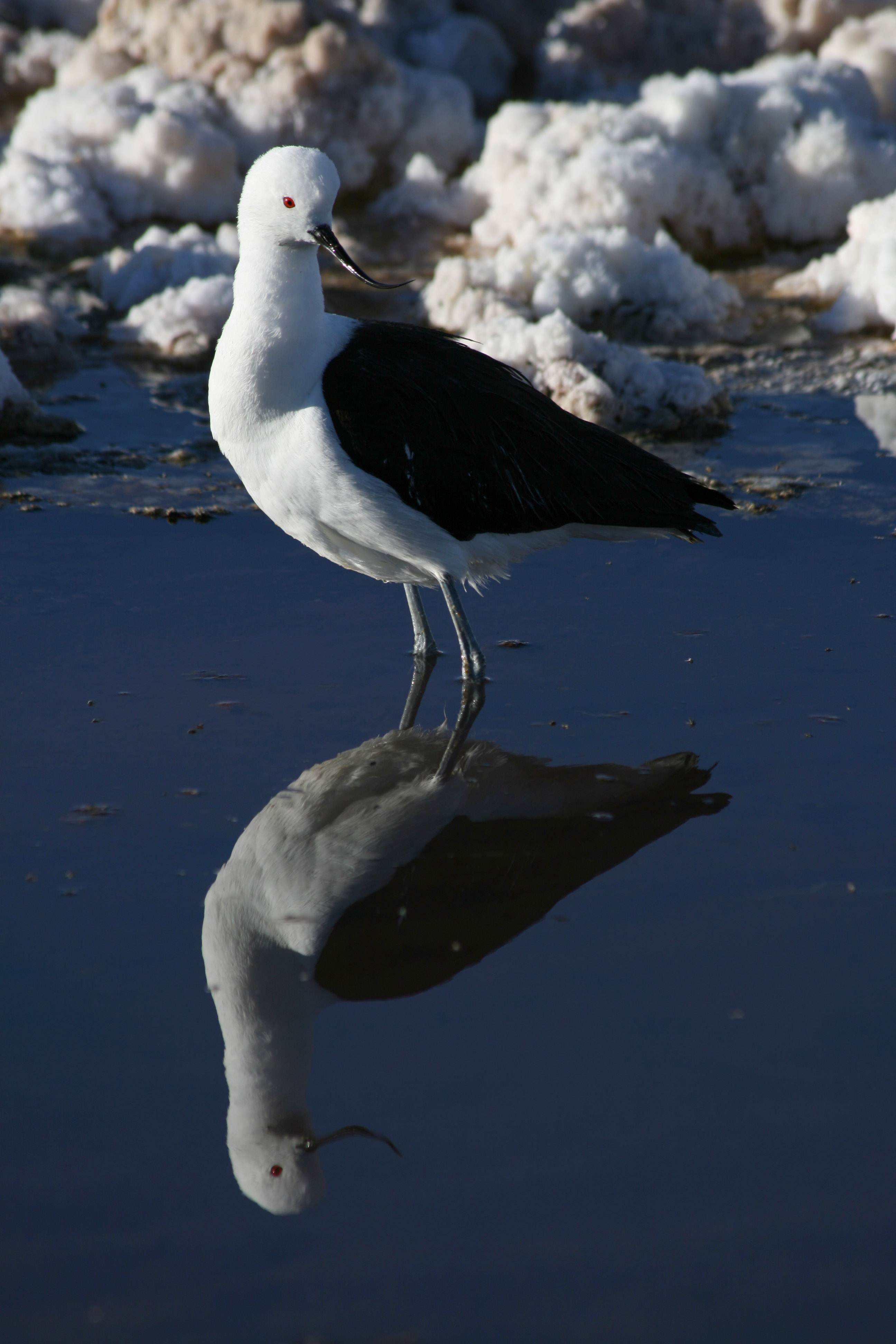
Recurvirostra andina

El lago está ubicado en el Parque Nacional Sajama y es el hogar de aves andinas de alta montaña como la garcilla bueyera, el pato de puna, el pato de cola larga, la avoceta andina, la focha nariguda y el pato rojizo. 